# 政開
政開（せいかい、정개）は、後高句麗（泰封）の弓裔が用いた元号。914年 - 918年。
- 5年（918年）6月に後高句麗（泰封）の勢力は弓裔を見限って王建を推戴し、弓裔は殺された。王建は国号を高麗と改めるとともに天授と改元した。

## 西暦・干支との対照表
| 政開 | 元年  | 2年   | 3年   | 4年   | 5年   |
| 西暦 | 914年 | 915年 | 916年 | 917年 | 918年 |
| 干支 | 甲戌  | 乙亥  | 丙子  | 丁丑  | 戊寅  |